# Barton Creek (Belice)
Barton Creek es el nombre de un pequeño río, y su zona de influencia, ubicado en el distrito de Cayo, Belice. El río es un afluente del río Belice. En el área con este nombre hay dos asentamientos menonitas: Bajo y Alto Barton Creek. Ambos son asentamientos de menonitas muy conservadores en Belice. También la cueva Barton Creek se encuentra allí.

## Upper Barton Creek
Upper Barton Creek fue una solución única de reformadores de diferentes orígenes anabaptistas, que querían crear una comunidad menonita libre de las tendencias modernistas y en inconformidad con el mundo para poder vivir una vida cristiana simple. Fue establecido en 1969 por hablantes de Plautdietsch en su mayoría de Spanish Lookout y más tarde también de Shipyard en familias de alemán de Pensilvania de la Antigua Orden Menonita, como así también de amish, provenientes de Estados Unidos y que originalmente se asentaron en Pilgrimage Valley. En el año 2010 tenía una población de 380 habitantes, con un tamaño del hogar promedio de siete personas, lo que refleja la cultura menonita conservadora orientada a la familia.

## Lower Barton Creek
Lower Barton Creek es un pequeño pueblo, que fue fundado en 1970 por los menonitas de Shipyard en Belice. Allí viven los menonitas más conservadores de habla plautdietsch de Belice. Es similar a los asentamientos menonitas conservadores en Bolivia. Tenía una población de alrededor de 150 habitantes en 1980, 200 en 1985 y sólo alrededor de 100 en 1989, después de que muchos habitantes se trasladaran a las colonias menonitas en Paraguay, Bolivia y Argentina. Su población se situó en 193 habitantes en 2010.

## Cueva de Barton Creek

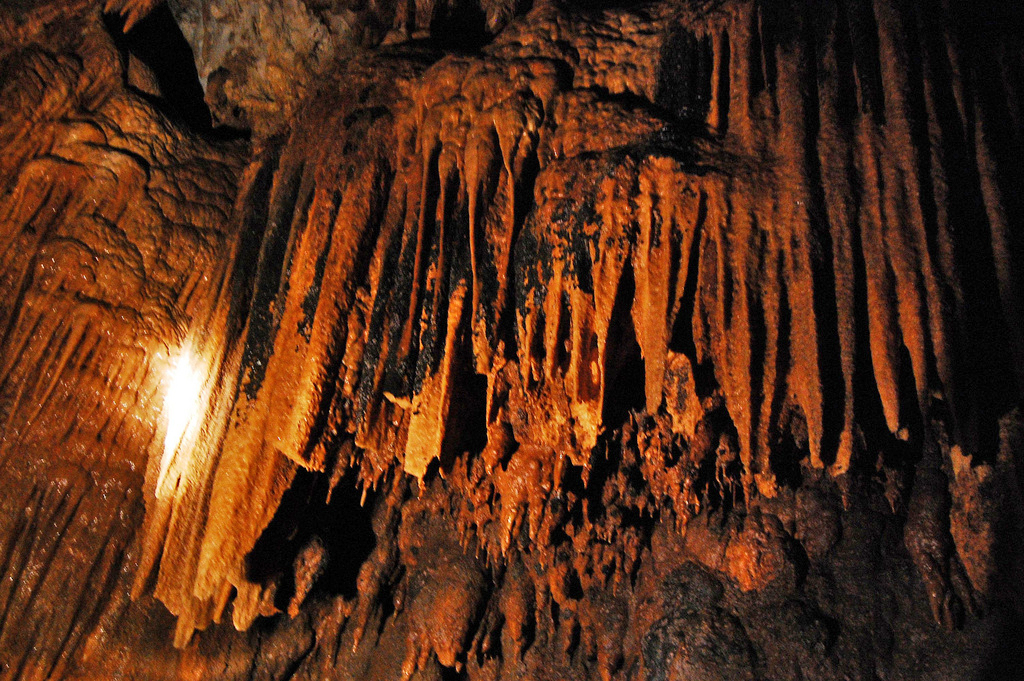
Interior de la cueva.

La cueva de Barton Creek es una cueva natural, conocida como la vez un yacimiento arqueológico y como destino turístico.